# Шевкет Сейдаметов
Шевкет Сейдаметов (нар. 19 квітня 1954, с. Нарпай, Бухарська область, Узбецька РСР, СРСР) — український кримськотатарський художник театру, кіно і декоративно-ужиткового мистецтва.

## Життєпис
Народився в селі Нарпай Бухарської області Узбекистану в родині депортованих кримських татар. У 1957 році разом з родиною переїхав у Ленінабадський район Таджицької РСР.
1972 року вступив і 1976 року закінчив Республіканське художнє училище імені М. Олімова в Душанбе (Таджикистан). Направлений до Ленінабадського художнього фонду, де займався оформлювальською роботою, оволодів мистецтвом кераміки, здійснював монументальний розпис. З того ж 1976 року брав участь в обласних і республіканських виставках.
Після здобуття Україною незалежності, у 1992 році повернувся до Криму, оселився в селі Дубки Сімферопольського району. З 1993 року працював у Кримськотатарському музично-драматичному театрі, з 1994 року — головний художник театру. Більшість спектаклів, поставлених театром протягом 1993—2004 років, оформлені Шевкетом Сейдаметовим.
З 2003 року став працювати у кінематографі. У 2004 році переїхав до Києва.

## Основні роботи
1. Рельєф в інтер'єрі ресторану «Ленінабад», 1983 (шамот, теракота, полива).
2. Мозаїчне панно в інтер'єрі хімічного заводу «Ісфара», 1979 (смальта, рваний камінь).
3. Настінний роспис в інтер'єрі школи № 29 м. Худжанда, 1989 (левкас, олія).
4. Макраме «Березень», 1980.
5. Гобелен «Час», 1990.

## Роботи в театрі
Сценографії та ескізи костюмів до вистав Кримськотатарського музично-драматичного театру:
- Шаматалы къомшулар (1993).
- Аршин Мал-Алан (1995).
- Ойнайык, кулейик, бурада сефа сюрейик (1997).
- Къадынчыкълар (1997).
- Дубаралы той (1998).
- Мамлюк Бейбарс (1998).

## Роботи в кінематографі
- 2009 — Територія краси.
- 2010 — Врятуй і збережи.
- 2011—2013 — Таксі.
- 2013 — Жіночий лікар-2.
- 2013 — Хайтарма.
- 2014 — Пограбування по-жіночому (також зіграв роль Фархада, двірника).
- 2016 — На лінії життя.
- 2017 — Кіборги.
- 2017 — Чужа молитва.